# 8-羟基鸟嘌呤

8-oxoG（左）与A（右）形成的胡斯坦碱基对

8-羟基鸟嘌呤（或8-Oxoguanine，简写8-oxo-Gua或OH8Gua）是一种含氮有机化合物，分子式C5H5N5O2，属于嘌呤类似物，是DNA中的鸟嘌呤在活性氧类（ROS）攻击下的主要产物，由于8-羟基鸟嘌呤可与腺嘌呤形成胡斯坦碱基对配对，因此会从C:G突变为A:T。